# Costasiella virescens
Costasiella virescens is een slakkensoort uit de familie van de Limapontiidae. De wetenschappelijke naam van de soort is voor het eerst geldig gepubliceerd in 1951 door Pruvot-Fol.